# Endoptychum arizonicum
Endoptychum arizonicum är en svampart som först beskrevs av Shear & Griffiths, och fick sitt nu gällande namn av Singer & A.H. Sm. 1958. Endoptychum arizonicum ingår i släktet Endoptychum och familjen Agaricaceae.   Inga underarter finns listade i Catalogue of Life.